# Косачівка
Косачі́вка — село в Україні, у Деснянській селищній громаді Чернігівського району Чернігівської області. Населення становить 277 осіб. Село належить до Косачівського старостинського округу .

## Історія
Село Косачівка є в переписній книзі Малоросійського приказу (1666). Також наведено поіменні відомості про мешканців: Θилка Клименко, Олθерко Θилоненко, Леонко Зернятко, Васька Емеляненко (всі мали по 1 волу) та бобиль Васька Решотошникъ.
1859 року у козацькому та казенному селі Сорокошицької волості Остерського повіту Чернігівської губернії мешкало 909 осіб (409 осіб чоловічої статі та 500 — жіночої), налічувалось 127 дворових господарств, існувала православна церква.
Станом на 1885 рік у колишньому державному селі мешкало 1267 осіб, налічувалось 202 дворових господарства, існували православна та постоялий будинок.
За переписом 1897 року кількість мешканців зросла до 1675 осіб (828 чоловічої статі та 847 — жіночої), з яких 1601 — православної віри.
Неподалік знаходилося переселене 1957 року село Потебнева Гута.
12 червня 2020 року, відповідно до розпорядження Кабінету Міністрів України № 730-р «Про визначення адміністративних центрів та затвердження територій територіальних громад Чернігівської області», увійшло до складу Деснянської селищної громади.
19 липня 2020 року, в результаті адміністративно-територіальної реформи та ліквідації Козелецького району, увійшло до складу новоутвореного Чернігівського району.

## Населення

### Мова
Розподіл населення за рідною мовою за даними перепису 2001 року:
| Мова       | Кількість | Відсоток |
| ---------- | --------- | -------- |
| українська | 619       | 99.52%   |
| російська  | 3         | 0.48%    |
| Усього     | 622       | 100%     |

## Відомі особи
У 70-х роках ХХ ст. у селі працював учителем поет-шістдесятник М. Клочко.

## Сучасний стан
16-17 серпня 2008 року в селі внаслідок великої пожежі навколишніх лісів згоріло 20 приватних будинків, з яких 10 житлових.